# Ghiacciaio Crosswell
Il ghiacciaio Crosswell (in inglese: Crosswell Glacier) è un ghiacciaio lungo circa 16 km situato sulla costa di Zumberge, nella parte occidentale della Terra di Ellsworth, in Antartide. In particolare, il ghiacciaio, il cui punto più alto si trova a oltre 2.400 m s.l.m., è situato nella parte centrale della dorsale Sentinella, nelle montagne di Ellsworth. Da qui esso fluisce in direzione nord-nord-est a partire dal monte Shinn, scorrendo tra le cime Sullivan, a est, e il monte Bearskin, a ovest, fino ad unire il proprio flusso a quello del ghiacciaio Ellen a nord-ovest del picco Mamarchev e a sud-est del monte Jumper. Lungo il suo corso al flusso del ghiacciaio Crosswell si unisce quello di altri due ghiacciai suoi tributari: il Cervellati e il Ramorino.

## Storia
Il ghiacciaio Crosswell è stato mappato dallo United States Geological Survey grazie a ricognizioni terrestri dello stesso USGS e a fotografie aeree scattate dalla marina militare statunitense nel periodo 1957-59 ed è stato poi così battezzato dal Comitato consultivo dei nomi antartici in onore del colonnello dell'aeronautica statunitense Horace A. Crosswell, che comandò molte delle operazioni aeree svolte con i Douglas C-124 Globemaster II che portarono alla costruzione della Base Amundsen-Scott nel periodo 1956-57.